# Abdirahman Mohamed Abdullahi
Abdirahman Mohamed Abdullahi (somali:  Cabdiraxmaan Maxamed Cabdillaahi Cirro, em árabe: عبد الرحمن محمد عبد الله) (nascido a 24 de abril de 1955), também conhecido como Irro, é um político da Somalilândia que actuou como presidente da Câmara dos Representantes da Somalilândia (câmara baixa) do primeiro parlamento eleito. Ele foi eleito para o cargo em novembro de 2005 e serviu até agosto de 2017. Abdullahi também foi cofundador do partido Justiça e Segurança Social (UCID). Ele também é o fundador e presidente do partido Waddani. Foi eleito presidente da Somalilândia em 13 de novembro de 2024.